# 昆仑路街道 (格尔木市)
昆仑路街道，是中华人民共和国青海省海西蒙古族藏族自治州格尔木市下辖的一个乡镇级行政单位。

## 行政区划
昆仑路街道下辖以下地区：
博爱巷社区、育红巷社区、建兴巷社区、盐湖社区、宇宙巷社区、星园路社区和体育场社区。